# Mérope fille d'Œnopion
Pour les articles homonymes, voir Mérope.
Dans la mythologie grecque, Mérope (Μερόπη / Merópē) est la fille d'Œnopion et la petite-fille de Dionysos.

## Mythe
Mérope est promise en mariage par son père à Orion. Celui-ci doit l'épouser s'il parvient à débarrasser l'île de Chios des dangereux fauves qui l'infestent. Mais Œnopion n'est pas enclin à voir partir sa fille, et fait courir le bruit qu'il reste encore des fauves dans l'île, et que Orion n'a pas bien fait son travail. Alors, une nuit, Orion, ivre, rentre dans la chambre de Mérope et tente de la violer. Mais par la suite, Œnopion crève les yeux d'Orion pour se venger.